# Dornier Do 24
Dornier Do 24 este un hidroavion creat de compania germană Dornier Flugzeugwerke, proiectat pentru patrula maritimă și pentru cercetare-salvare. În concordanță cu înregistrările Dornier, circa 12.000 de persoane au fost recuperate de-a lungul carierei de zbor a acestui aparat. Un număr de 279 de aparate de zbor au fost construite în diverse fabrici în perioada 1937-1945. 

## Proiectare și dezvoltare
Dornier Do 24 a fost proiectat pentru a îndeplini cerințele Marinei Olandeze de înlocuire a predecesorului Dornier Wals utilizat în Indiile Olandeze de Est. Un avion monoplan, cu o aripă ce greu poate fi confundată, flotoare încorporate în corpul hidroavionului pe care se reazămă grinzile de susținere a aripii, construit în întregime din metal. Avionul a fost propulsat de către trei motoare montate în aripă, motoare cu piston de tip radial. Primele două hidroavioane au fost dotate cu motoare diesel de 447kW (600 CP) de tipul Junkers Jumo 205C. Următoarele două au fost dotate cu motoare de 652 KW (875 CP) Wright R-1820-F-52 Cyclones, care au fost utilizate pentru a îndeplini cerințele Olandeze de utilizare a acelorași motoare ca și Martin 139. Al treilea hidroavion cu motoare Wright Cyclone a fost primul care a zburat pe data de 3 iulie 1937.  Șase dintre primele avioane construite pentru olandezi  (având denumirea Do 24K-1   au fost integral fabricate în Germania, urmate de un altul construit sub licență de către firma Aviolanda în Olanda (Ținuturile de jos) având denumirea Do 26K-2. 
Doar 25 asemenea aeronave au fost asambalate la liniile companiei Aviolanda înainte de ocupația germană din timpul celui de-al doilea război mondial. 
Luftwaffe a fost extrem de interesată de aceste aparate de zbor, fie de cele finalizate, fie de cele în curs de finalizare. Linia de producție olandeză a continuat producerea aeronavei sub controlul german. Unsprezece astfel de nacele au fost construite cu motoarele Wright Cyclone, cumpărate de olandezi, modelele următoare au fost utilate cu motoare BMW Bramo 323R-2. Un alt număr de 159 de aparat au fost contruite în Olanda în perioada ocupației, majoritatea având codul Do 24T-1. 
O altă linie de producție pentru hidroavionul Do 24 a fost instalată în Sartouville, suburbie a Parisului în Franța, pe perioada ocupației germane în această țară. Aceasă linie a fost administrată de către SNCA și a produs alte 48 Do 24. După eliberare această uzină va mai produce încă 40 de hidroavioane, care apoi au fost încorporate în Marina Franceză până în anul 1952. 

## Istorie operațională
Treizeci și șapte de astfel de aparate construite în uzinele olandeze și germane au fost trimise în Indiile de Est, până la ocupația germană din iunie 1940 a Olandei. Până la începerea războiului, hidoavionul a zburat sub tricolorul desenat sub formă de cercuri concentrice. Mai târziu, pentru evitarea confuziei cu avioanele franceze și britanice, hidroavionul a zburat sub insigna triunghiulară de culoare portocalie și cu margine neagră. După invazia japoneză, șase hidroavioane supraviețuitoare conflictelor de până atunci, au fost transferate la Forța Aeriană Regală Australiană în februarie 1942. Au servit Forța Regală de-a lungul anului 1944 ca aeronavă de transport în Noua Guinee. Astfel Do 24 devine una din aeronavele care au servit operațional în ambele alianțe în timpul celui de-al doilea război mondial. 
În timpul războiului, unul din hidoavioanele germane a aterizat forțat în Suedia, țară neutră, care a sechestrat avionul, l-a plătit și l-a folosit până în 1952. 
În 1944, 12 aparate Dornier Do 24 construite de către olandezi au fost livrate Spaniei, cu înțelegerea de a fi folosite pentru recuperarea echipajelor de avioane căzute, indiferent de alianța din care făceau parte. Hidroavioanele Do 24 nu au fost scose din uz mai devreme de anul 1967, probabil au fost folosite și ulterior acestui an. În 1971, unul dintre ultimele hidroavioane capabile de zbor a fost returnat muzeului Dornier din apropierea lacului Constanța, Germania, pentru expunere permanentă.

## Variante

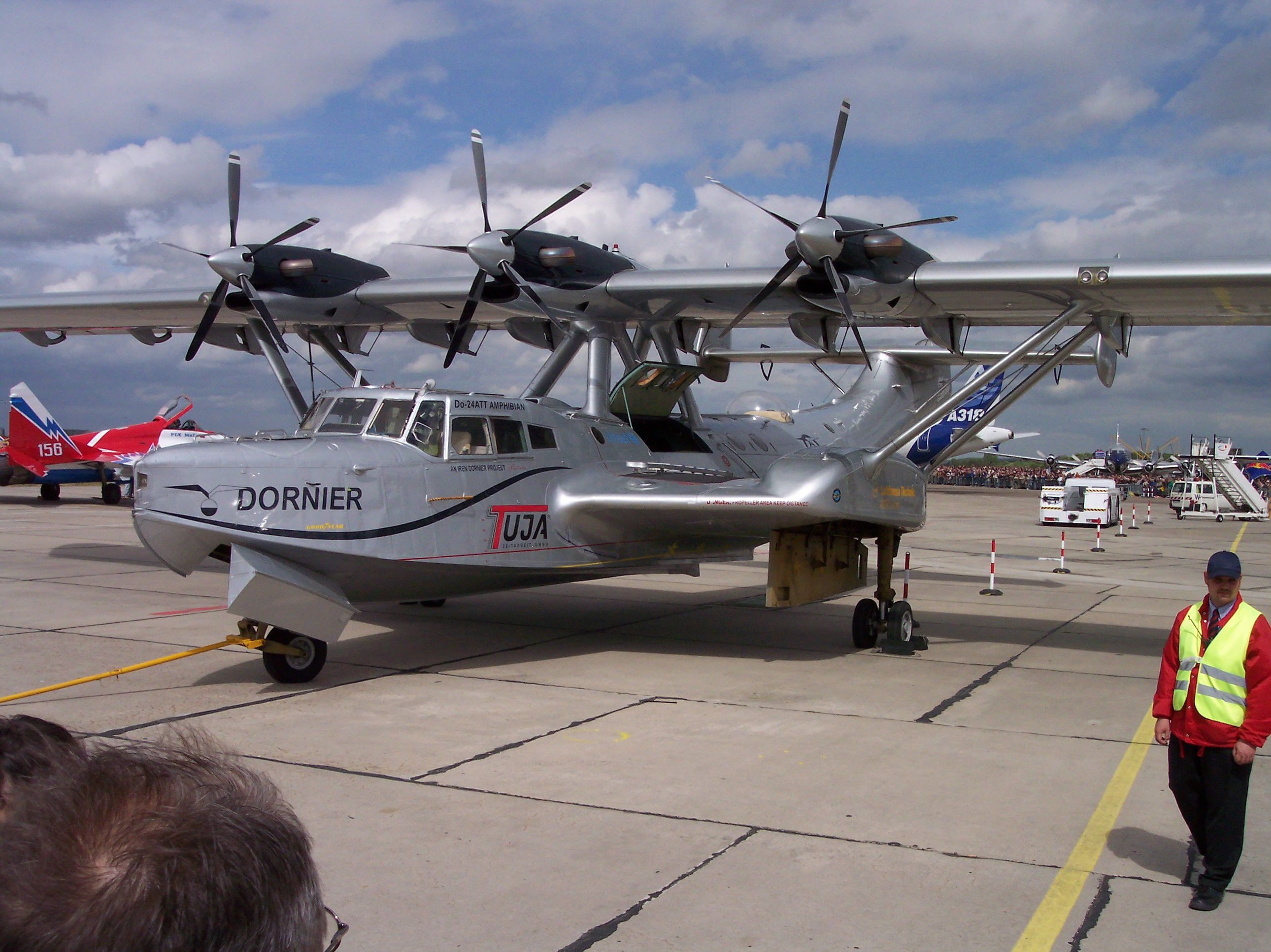
Do-24 ATT, restaurat+noi motoare

Do 24K-1
6 aparate construite de către Germania.
Do 24K-2
aparate construite sub licență de către olandezi, dotate cu motoare de 746 kW (1000 CP) Wright R-1820-G102.
Do 24N-1
construite în Olanda, ca și Do 24K-2, pentru Luftwaffe pentru operațiuni de salvare, dotate cu motoare 746 kW (1000 CP) Wright R-1820-G102
Do 24T-1
produse în Franța, 48 construite
Do 24T-1
produse pentru Luftwaffe de către olandezi dotate cu motoare BMW Bramo 323R-2, 159 construite (incluse T-2 și T-3)
Do 24T-2
Do 24T-1 cu modificări minore
Do 24T-3
Do 24T-1 cu modificări minore
Do 318
Un Do 24T modificat în 1944 pentru controlul curgerii în strat laminar

## Operatori
Australia
- Forțele Aeriene Regale Australiene

 Franța
- Forțele Aeriene Franceze (post-război)

 Germania 
- Luftwaffe

 Țările de Jos
- Forțele Aeriene Olandeze
- Forțele Aeriene Regale Olandeze ala Indiilor de Est

 Spania
- Forțele Aeriene Spaniole

 Suedia
- Forțele Aeriene Suedeze

## Supraviețuitori

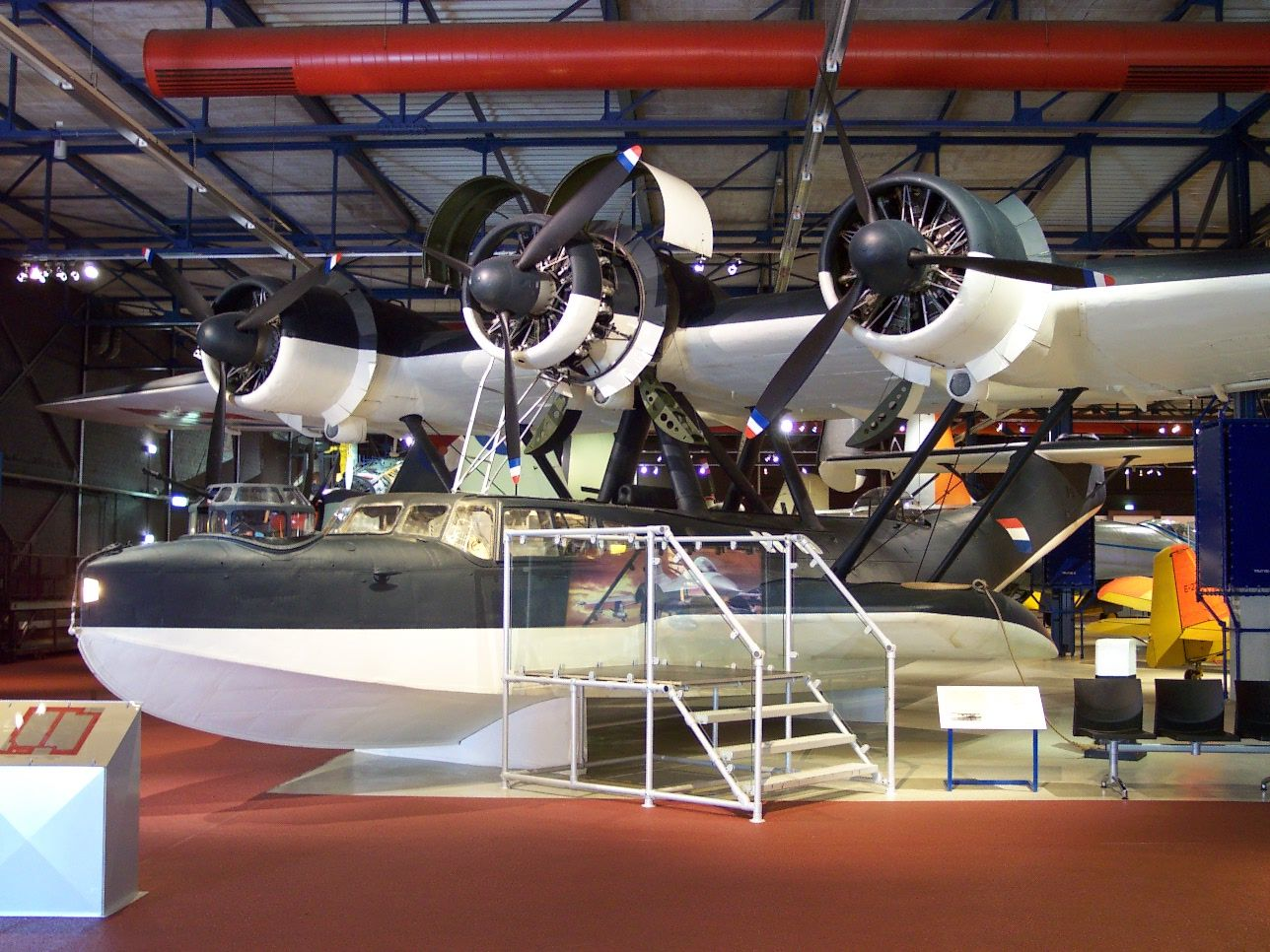
Dornier Do 24 în expoziţie

Patru hidoavioane de acest tip au supraviețuit:
- În februarie 2004, un aparat de zbor restaurat și reutilat cu motoare noi, Do-24 ATT, a început zborul împrejurul lumii intr-o misiune UNICEF pentru a aduna suporteri care să asiste copiii din Filipine. Do-24 ATT este pilotat de Iren Dornier, nepotul fondatorului concernului Dornier, Claudius Dornier. După terminarea acestei misiuni pentru UNICEF, va fi folosit ca și cursă charter de către Liniile Aeriene Asiatice de Sud Est.
- Un Do 24T-3 este în expoziția Muzeului Forțelor Aeriene Olandeze din Soesterberg. Olandezii au vopsit aparatul de zbor în culorile Forței Marine Olandeze. Datorită muncii restauratorilor se consideră că acest aparat este capabil de zbor după o pregătire prealabilă de circa o săptămână.

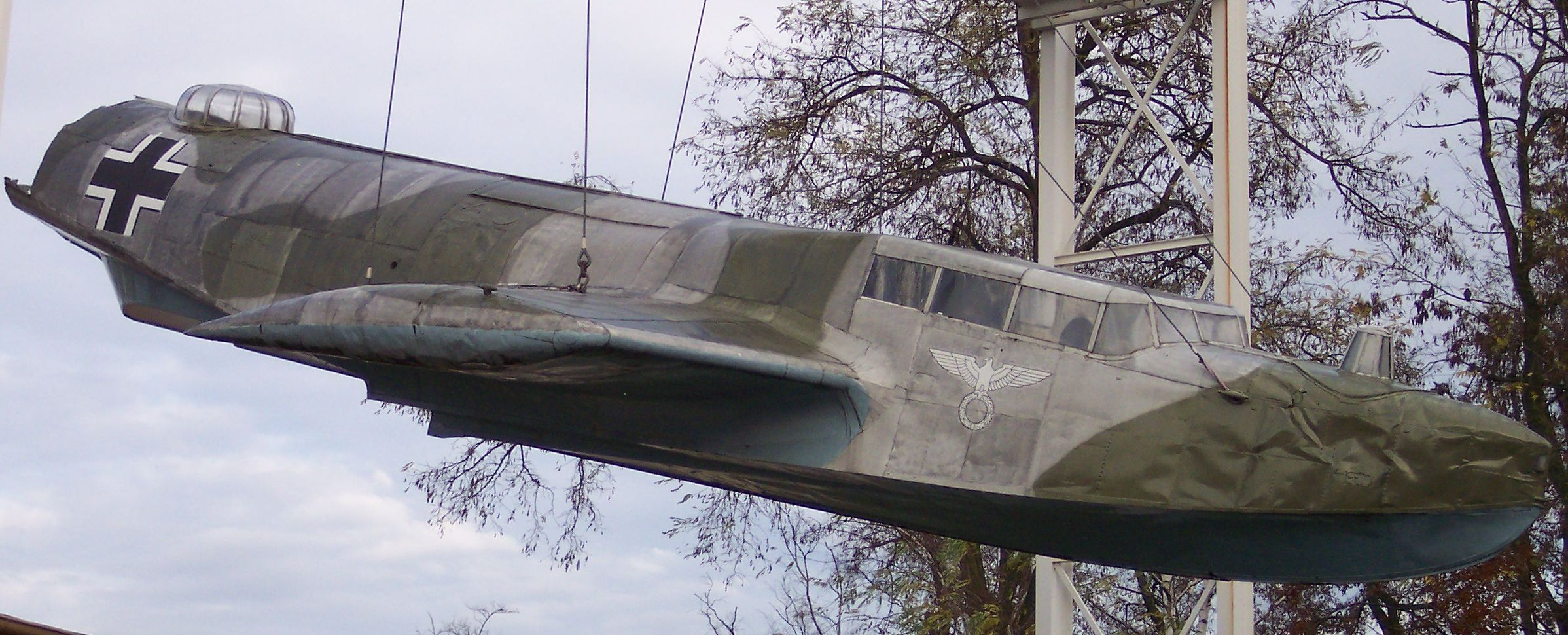
Dornier Do 24 partea frontală a fuselajului în expoziţie la Technikmuseum Speyer, recuperat din Lacul Muritz.

- Un Do 24T-3 este în expoziția de la Flugwerft Schleißheim filială a Deutsches Museum in Oberschleißheim.
- Un Do 24T-3 este în expoziția de la Museo del Aire, Cuatro Vientos, Madrid, Spania.

## Specificații
Caracteristici generale
- Echipaj: 3+
- Lungime: 22 m
- Anvergură: 27 m
- Înălțime: 5,9 m
- Suprafața aripii: 108 m
- Greutate gol: 13.470 kg
- Greutate plin: 18.400 kg
- Grup motopropulsor: 3 x Bramo 323 motor radial cu 9 cilindrii, 1000 CP (750 kw) fiecare

Performanțe
- Viteză maximă: 341 km/h
- Rază de acțiune: 2.900 km
- Plafon de zbor: 5.900 m

Armament 
- Un tun MG 151 20 mm
- Două mitraliere MG 15 7,92 mm
- 12 Bombe de 50 de kg fiecare